# Sphingoderus carinatus
Sphingoderus carinatus är en insektsart som först beskrevs av Henri Saussure 1888.  Sphingoderus carinatus ingår i släktet Sphingoderus och familjen gräshoppor. Inga underarter finns listade i Catalogue of Life.